# Communauté d’agglomération d’Hénin-Carvin
Die Communauté d’agglomération d’Hénin-Carvin ist ein französischer Gemeindeverband mit der Rechtsform einer Communauté d’agglomération im Département Pas-de-Calais in der Region Hauts-de-France. Sie wurde am 1. Januar 2001 gegründet und umfasst 14 Gemeinden im Ballungsraum zwischen den Städten Lille, Lens und Douai. Der Verwaltungssitz befindet sich in der Stadt Hénin-Beaumont.

## Mitgliedsgemeinden
| Gemeinde                                  | Einwohner 1. Januar 2022 | Fläche km² | Dichte Einw./km² | Code INSEE | Postleitzahl |
| ----------------------------------------- | ------------------------ | ---------- | ---------------- | ---------- | ------------ |
| Bois-Bernard                              | 833                      | 3,97       | 210              | 62148      | 62320        |
| Carvin                                    | 17.966                   | 21,03      | 854              | 62215      | 62220        |
| Courcelles-lès-Lens                       | 8.015                    | 5,56       | 1.442            | 62249      | 62970        |
| Courrières                                | 10.160                   | 8,63       | 1.177            | 62250      | 62710        |
| Dourges                                   | 6.068                    | 10,48      | 579              | 62274      | 62119        |
| Drocourt                                  | 2.952                    | 3,40       | 868              | 62277      | 62320        |
| Évin-Malmaison                            | 4.657                    | 4,57       | 1.019            | 62321      | 62141        |
| Hénin-Beaumont                            | 25.764                   | 20,72      | 1.243            | 62427      | 62110        |
| Leforest                                  | 7.120                    | 6,22       | 1.145            | 62497      | 62790        |
| Libercourt                                | 8.047                    | 6,60       | 1.219            | 62907      | 62820        |
| Montigny-en-Gohelle                       | 9.667                    | 3,50       | 2.762            | 62587      | 62640        |
| Noyelles-Godault                          | 5.949                    | 5,45       | 1.092            | 62624      | 62950        |
| Oignies                                   | 10.260                   | 5,52       | 1.859            | 62637      | 62590        |
| Rouvroy                                   | 8.675                    | 6,42       | 1.351            | 62724      | 62320        |
| Communauté d’agglomération d’Hénin-Carvin | 126.133                  | 112,07     | 1.125            | –          | –            |